# Navadna zmajevka
Navadna zmajevka (znanstveno ime Dracaena draco) ali drago na Kanarskih otokih je subtropsko drevo iz rodu Dracaena, ki izvira iz Kanarskih otokov, Zelenortskih otokov, Madeire, zahodnega Maroka in je morda prineseno na Azore.
Prvič ga je opisal Carl Linnaeus leta 1762 kot Asparagus draco. Leta 1767 jo je dodelil novemu rodu Dracaena.

## Opis
Dracaena draco je zimzeleno dolgoživo drevo z višino do 15 m ali več in obsegom debla 5 m ali več, ki se začne z gladkim lubjem, ki se s staranjem razvije v bolj grobo strukturo. Zmajevo drevo je enokaličnica z razvejanim vzorcem rasti, ki je trenutno uvrščena v družino beluševk (Asparagaceae, poddružina Nolinoidae). V mladosti ima eno samo steblo. Pri starosti približno 10–15 let steblo preneha rasti in proizvede cvetni klas z belimi lilijam podobnimi dišečimi cvetovi, ki jim sledijo koralne jagode. Kmalu se pojavi krona končnih popkov in rastlina se začne vejati. Vsaka veja raste približno 10–15 let in se ponovno razveji, tako da ima zrela rastlina navado, podobno dežniku. Raste počasi in potrebuje približno 10 let, da doseže 1,2 metra višine, vendar lahko raste veliko hitreje.
Kljub temu, da je enokaličnica, ima še vedno letne ali rastne obroče. Znotraj zmajevih dreves na Kanarskih otokih obstajajo precejšnje genetske razlike. Oblika, najdena na Gran Canarii, se zdaj obravnava kot ločena vrsta, Dracaena tamaranae, na podlagi razlik v strukturi cvetov. Oblika, ki je endemična za otok La Palma, se sprva veje zelo nizko s številnimi, skoraj navpičnimi vejami, razporejenimi hitro. Gozd takšnih dreves je v Las Tricias, okrožje Garafia, La Palma.
Podvrste:
- D. draco subsp. draco: Endemit Madeire in Kanarskih otokov[13]
- D. draco subsp. ajgal Benabid & Cuzin: Endemit Maroka[14]
- D. draco subsp. caboverdeana Marrero Rodr. & R.S.Almeida: Endemit Zelenortskih otokov[15]

## Razširjenost in življenjski prostor
Dracaena draco izvira iz Makaronezije in jugozahodnega Maroka, kjer se običajno goji kot okrasna rastlina. Na Kanarskih otokih in Madeiri so divje endemične populacije danes znane le na Tenerifu in Madeiri, potem ko so nedavno izumrle v naravi na Gran Canarii. Divje populacije v Maroku segajo do jugozahodnega gorovja Atlas. Njegov izvor na Azorih je negotov, vendar se domneva, da je rezultat vnosa Portugalcev pred letom 1500 s semeni z Madeire in Zelenortskih otokov, saj so opazili, da imajo nekateri posamezniki podobnosti s podvrsto Zelenortskih otokov (subsp. caboverdeana); na otoku São Jorge živi približno 200–300 osebkov na oddaljenih mestih in še nekaj na drugih otokih in ni znano, ali se te populacije lahko štejejo za domorodne ali so rezultat zgodnjega vnosa.

## Uporaba
Ko se lubje ali listi razrežejo, izločajo rdečkasto smolo, enega od več virov snovi, znanih kot zmajeva kri. Rdeče smole iz tega drevesa vsebujejo veliko mono- in dimernih flavanov, ki prispevajo k rdeči barvi smol. Zmajeva kri pozna številne tradicionalne medicinske uporabe, čeprav zmajeva kri, pridobljena iz Dracaena draco, ni bila znana do 15. stoletja in analize kažejo, da je bila večina zmajeve krvi, ki se uporablja v umetnosti, pridobljena iz vrst rodu Calamus, ki je bil prej umeščen v Daemonorops. Primarno in sekundarno rastlinsko telo sta mesto sekretornih rastlinskih tkiv, ki tvorijo zmajevo kri. Ta tkiva vključujejo zemeljske celice parenhima in celice korteksa. Zmajevo kri iz Dracaena draco in Dracaena cinnabari je mogoče razlikovati po razlikah v 10 spojinah in prevladujočem flavonoidu DrC11, ki manjka v Dracaena draco.
Gvanči so častili primerek na Tenerifu in njegovo deblo izdolbli v majhno svetišče. Humboldt ga je videl ob svojem obisku. Bil je visok 21 m in obsegal 14 m, star pa je bil ocenjen na 6000 let. Uničila ga je nevihta leta 1868.

## Gojenje
Dracaena draco se goji in je široko dostopna kot okrasno drevo za parke, vrtove in vodoodporne suše, ki ohranjajo trajnostne krajinske projekte. Prejel je nagrado Royal Horticultural Society Award of Garden Merit.
Leta 2017 je mesto Angra do Heroísmo (otok Terceira) zasadilo nasad z 200 zmajevimi drevesi.
Muzej vina na otoku Pico na Azorih ima eno največjih koncentracij te vrste v Makaroneziji, nekatere so stare več kot 100 let.
- Veliko drevo zmajeve krvi v Amadori na Portugalskem
- Zmajevo drevo v spominskem parku Willa Rogersa na Beverly Hillsu v Kaliforniji

## Simbolizem
Dracaena draco je naravni simbol otoka Tenerife, skupaj s kanarskim ščinkavcem (Fringilla teydea).

## Znana drevesa
| Slika | Ime                | Lega                        |
| ----- | ------------------ | --------------------------- |
|       | El Drago Milenario | Icod de los Vinos, Tenerife |
|       | Dragos Gemelos     | Breña Alta, La Palma        |